# Sektensaurus
Sektensaurus („ostrovní ještěr“) byl rod středně velkého ornitopodního býložravého dinosaura z kladu Elasmaria, který žil v období pozdní svrchní křídy (geologické věky coniak až maastricht) na území dnešní centrální Patagonie v Argentině (geologické souvrství Lago Colhué Huapí). 

## Objev
Fosilie tohoto byly odkryty v sedimentech geologického souvrství Lago Colhué Huapí na území sedimentární pánve Golfo San Jorge. Objeveny byly části lebky i postkraniální kostry jediného exempláře. Pětice unikátních anatomických znaků na kostře dokazuje, že se jedná o samostatný rod a druh. Ten byl formálně popsán týmem paleontologů v únoru roku 2019.

## Popis
Tento ornitopod byl spíše menších rozměrů, při délce kolem 4 metrů a výšce hřbetu kolem 1,3 metru vážil přibližně 200 kilogramů.

## Systematické zařazení
Podle provedené fylogenetické analýzy se jedná o zástupce vývojově vyspělých ornitopodů, patrně z kladu Iguanodontia a Elasmaria. Nejednalo se tedy o zástupce hadrosauroidů.